# フランシス・アーサー・サットン
フランシス・アーサー・サットン MC（英語: Major General Francis Arthur Sutton、1884年2月14日 –  1944年10月22日）は、イギリスの冒険家である。ガリポリの戦いで手榴弾によって片腕を失ったことから「隻腕のサットン（One Arm Sutton）」の異名で知られており、ガリポリでの戦功によりミリタリー・クロス（Military Cross）を授与された。
イートン・カレッジ出身のサットンは、ロンドン大学で2年間工学を学んだ後、1906年以降はアルゼンチン、メキシコ、アメリカ合衆国で土木技師として働いた。
第一次世界大戦中、サットンは王立工兵隊に所属していた。戦後はメキシコとアルゼンチンで鉄道建設に従事し、またシベリアと朝鮮で金の採掘にも携わった。
サットンは中国へ渡り、ストークス・モーターの製造権を購入して各地の軍閥に提供した。彼は張作霖の下で少将の地位に就き、奉天では、世界一周ドライブの途中で戦争地帯を通過していたアロハ・ベイカー一行を歓待した。
第二次世界大戦中、彼は香港で抑留され、赤痢により赤柱抑留所にて亡くなった。

### 関連書籍
- Sutton, F. A. One Arm Sutton 1933 Macmillan
- Drage, Charles General of Fortune: The Story of One Arm Sutton 1973 White Lion Publishers